# یونس غزالی
یونس غزالی (زادهٔ ۲۶ شهریور ۱۳۷۰) بازیگر سینما و تلویزیون اهل ایران است. یونس غزالی فعالیت هنری‌اش را با خانواده و به‌خصوص برادر بزرگ‌ترش عباس شروع کرد و در چند تله‌فیلم حضور داشت؛ سپس سال ۱۳۸۶ در فیلم در میان ابرها با بازی در کنار الناز شاکردوست به بازیگری پرداخت و استعدادش را نشان داد. او بیشتر به خاطر ایفای نقش «امیرمحمد گلکار» در سریال وضعیت سفید شناخته می‌شود.

## آثار

### سینما
| سال  | عنوان          | نقش  | توضیحات |
| ---- | -------------- | ---- | ------- |
| ۱۳۸۶ | در میان ابرها  | مالک |         |
| ۱۳۸۷ | کشتزارهای سپید | نسیم |         |

### تلویزیون
| سال  | عنوان                              | نقش            | توضیحات  |
| ---- | ---------------------------------- | -------------- | -------- |
| ۱۳۸۳ | ماه جبین                           | عیسی           | تله فیلم |
| ۱۳۸۳ | ۱۰۱ راه برای ذله کردن پدر و مادرها | علی            |          |
| ۱۳۸۷ | یوسف پیامبر                        | کودکی آخناتون  |          |
| ۱۳۸۸ | در چشم باد                         | یونس           |          |
| ۱۳۹۰ | وضعیت سفید                         | امیرمحمد گلکار |          |

### طراحی صحنه
| سال  | عنوان  | توضیحات                 |
| ---- | ------ | ----------------------- |
| ۱۳۹۵ | شعله‌ور | گروه صحنه: نقاشی دیواری |